# Fore Burn
Der Fore Burn ist ein Wasserlauf in Dumfries and Galloway, Schottland. Er entsteht an der Nordseite des Mid Hill und fließt in westlicher Richtung bis bei seinem Zusammenfluss mit dem Back Burn der Unthank Burn entsteht.